# 한노 발리치
한노 발리치(Hanno Balitsch, 1981년 1월 2일, 알스바흐헨라인 ~ )은 독일의 전 축구 선수이다. 포지션은 미드필더이다.

## 경력
1999-2000 시즌, 그는 스탬버라인 FC 알스바흐에서 SV 발트호프 만하임으로 이적하였다. 2001-02 시즌, 그는 1. FC 쾰른으로 이적하였다. 그는 빠른 기량 향상으로 주전 자리를 꿰찼고, 시즌 종료 후 €2M의 가격에 바이어 04 레버쿠젠으로 이적하였다. 그러나 그는 기량 향상이 느려져 국가대표팀에 차출되는데 실패하였고, 그는 2004-05 시즌 중간, 이 시즌에 새로 승격된 1. FSV 마인츠 05로 이적하여 기회를 잡았다. 그는 이후 주전 자리를 꿰찼다.
다수의 리그 강호들은 그를 유혹하였고, 전 U-21 대표팀 선수는 하노버 96으로 이적하였고, 2010년까지 계약이 지속되었다.
2010년 5월 29일, 발리치는 바이어 04 레버쿠젠과 2년 계약을 체결하며, 친정팀으로 이적하였다.
그는 독일 축구 국가대표팀 경기에 한 경기 출장하였다. 그가 출장한 경기는 마요르카에서 있었던 2003년 2월 12일, 스페인전이었다.